# Robert M. La Follette
Robert Marion "Fighting Bob" La Follette, född 14 juni 1855 i Dane County, Wisconsin, död 18 juni 1925 i Washington, D.C., var en amerikansk politiker. Han representerade delstaten Wisconsin i båda kamrarna av USA:s kongress, först i representanthuset 1885-1891 och sedan i senaten från 1906 fram till sin död. Han var den 20:e guvernören i Wisconsin 1901-1906. Han kandiderade i presidentvalet i USA 1924 som Progressiva partiets kandidat. Han fick 17% av rösterna och vann en delstat, Wisconsin.

## Biografi

### Tidigt liv
La Follette föddes på en bondgård i Wisconsin till Josiah La Follette och Mary Ferguson Buchanan. Han var av fransk och engelsk härkomst. Fadern dog redan 1856. La Follette hade sedan ett svårt förhållande till styvfadern. Efter styvfaderns död sålde modern familjens bondgård och flyttade till Madison, Wisconsin.
La Follette utexaminerades 1879 från University of Wisconsin-Madison. Han studerade sedan juridik och inledde 1880 sin karriär som advokat. Han var distriktsåklagare för Dane County 1880-1884. Han gifte sig 31 december 1881 i Baraboo med Belle Case som han hade lärt känna under studietiden. Paret fick fyra barn. Hustrun Belle C. La Follette var en suffragett och journalist.

### Kongressledamot
La Follette var republikan under största delen av sin politiska karriär. Han blev 1884 invald i USA:s representanthus. Han omvaldes två gånger. Han profilerade sig som en protektionist och stödde William McKinleys linje i tullpolitiken. Han hjälpte McKinley att formulera 1890 års tullag (McKinley Tariff). Lagen var inte särskilt populär och La Follette lyckades inte bli omvald i kongressvalet 1890. Efter valförlusten profilerade han sig som en reformistisk progressiv republikan. Han påstod 1891 att Philetus Sawyer, en framstående affärsman och senator, hade försökt muta honom. La Follette ville förnya republikanernas sätt att göra politik i Wisconsin.

### Guvernör i Wisconsin
La Follette vann guvernörsvalet i Wisconsin 1900 som republikanernas kandidat. Han efterträdde 1901 Edward Scofield som guvernör. La Follette blev känd som förespråkare av många progressiva reformer. Han förespråkade bland annat kvinnlig rösträtt och att senatorerna skulle väljas direkt i stället för indirekt av delstatens lagstiftande församling. Båda reformerna förverkligades senare under La Follettes tid i senaten. Andra hjärtefrågor för La Follette var öppenhet inom politik och förvaltning, progressiv beskattning och kommunal självförvaltning. Han samarbetade med delstatens universitetssystem i sin reformpolitik och begreppet Wisconsin Idea myntades både som en beskrivning av hans reformer i allmänhet och av hans syn på utbildningspolitiken i synnerhet.

### Ledamot av USA:s senat
La Follette valdes 1905 till Joseph V. Quarles efterträdare som senator för Wisconsin. Han bestämde sig för att fortsätta som guvernör fram till början av 1906 och tillträdde som senator först 2 januari 1906. Han omvaldes 1911, 1916 och 1922, de två senare gångerna genom direkt folkval och sista gången så att även kvinnorna fick delta i valet. Som senator profilerade han sig bland annat som en förespråkare av socialskydd och av kvinnlig rösträtt. Wisconsin var den första delstaten att ratificera nittonde tillägget till USA:s konstitution som gav kvinnor rösträtt. La Follette motsatte sig USA:s deltagande i första världskriget.

### Presidentvalet i USA 1924
La Follette grundade ett nytt progressivt parti för att delta i 1924 års presidentval. Theodore Roosevelt hade tidigare lett ett parti med samma namn och kandiderat i presidentvalet i USA 1912. La Follette själv hade inte stött Roosevelt i det valet även om många av hans anhängare 1924 var tidigare anhängare av Roosevelt. La Follette själv representerade republikanerna i senaten, medan hans vicepresidentkandidat Burton K. Wheeler var demokratisk senator för Montana. La Follette vann Wisconsins 13 elektorsröster och fick starkt stöd bland tyskamerikaner.
La Follette dog året efter presidentvalet. Han var baptist och hans grav finns på Forest Hill Cemetery i Madison.